# Raedie
Raedie eller Värálda ráde, Rádienáhttje, Väraldarade eller Waralden Olmai, var en gud i samisk religion. Han var den högste Guden och världens skapare. Han var gift med Raedieahkka, och hade en dotter, Rana Niejta, och en son, Raediengiedte.
Han och hans maka, Rádienáhttje och Rádienáhkká, är gudaparet som skapade världen och människornas själar.
Han beskrivs som passiv, och omtalas till och med som sovande. Han uträttar sina gärningar genom sin son Raediengiedte snarare än personligen. 
Som Waralden Olmai var han en fruktbarhetsgud som styrde över bl.a. god växt på råglandet så att offer skulle medföra bra priser på öl och brännvin. Den samiska religionen skiftade något mellan olika regioner och stammar, vilket gjorde att gudarna kunde överlappa och att en gud delades i flera eller flera kombinerades i en. Waralden Olmai var därmed ibland en separat gud, ibland identisk med Raedie. Waralden Olmai fick offer i form av rentjurens könsdelar. Han har ibland tolkats vara en influens av Frej. 